# Alfonso Arizmendi Regaldie
Alfonso Arizmendi Regaldie fue un guionista de historietas y novelista español (San Cristóbal de La Laguna, 1911-Valencia, 2004) que trabajó sobre todo para Editora Valenciana.

## Biografía
Alfonso Arizmendi coordinó el tebeo "KKO" de editorial Guerri en su última época.
Tras la Guerra Civil, escribió multitud de novelas de quiosco y algunas de las historietas de cuaderno de aventuras como la célebre Roberto Alcázar y Pedrín. También adaptó novelas clásicas al cómic para las colecciones "Adaptaciones Gráficas para la Juventud" o "Selección de Aventuras Ilustradas", siempre de Valenciana.

## Obra
| Años | Título               | Dibujante         | Tipo                          | Publicación |
| ---- | -------------------- | ----------------- | ----------------------------- | ----------- |
| 1932 | Perragorda           | Alfonso Arizmendi | Serie                         | KKO         |
| 1943 | Don Canuto y Mollete | Alfonso Arizmendi | Serial                        | Valenciana  |
| 1957 | Perico Fantasías     | Liceras, Karpa    | Serie, con Amorós y Tortajada | Pumby       |
| 1957 | Jaimito              |                   | Serie                         | Jaimito     |
| 1962 | Capitán Látigo       | Fernando Cabedo   | Serial                        | Valenciana  |